# 非形式逻辑
非形式逻辑（英語：Informal Logic），泛指能够用于分析、评估和改进出现于人际交流、政治辩论、以及报纸、电视、等大众媒体之中的非形式论证理论。   

## 简介
非形式逻辑  是对自然语言论证的研究，也被认为与批判性思维相关联。 拉尔夫·约翰逊（Ralph H. Johnson）和安东尼·布莱尔（J. Anthony Blair）提出：“非形式逻辑是逻辑的一个分支，其任务是讲述日常生活中分析、解释、评价、批评和论证建构的非形式标准、尺度和程序”。 沒有任何一種形式語言可以捕捉到自然語言語義間所有的微細差別, 但其典型特征是不如形式逻辑善于做严密分析。
非形式逻辑的研究範圍包括分析错误的论证来辨别谬论，分析和辨别类似的推理策略等活动。比如， 研究谬论在理解和评估论证中应扮演什么角色。
用自然语言分析论证的活动和在形式逻辑系统中表现它们被称为哲学分析，而且有时被当作非形式逻辑的一部分。
报纸的评论文章提供了对非形式逻辑的示例性教科书样的例子(参见 Walton reference)，这些文章通常是简短的并且经常是荒谬的。无论如何，非形式逻辑还用于推理有关人类和社会科学的事件。事实上，多数从已知事实到未知事实的推理使用自然语言，可以被当作非形式逻辑的应用，只要它不依赖于额外的经验性论据。

## 发展历史
以亚里士多德的形式逻辑为基础的数理逻辑理论本身已经得到比较充分的发展。而且以数理逻辑为基础的其他现代逻辑分支都相继出现，并被广泛地研究与应用。但是形式演绎逻辑作为分析和评估论证的理论却存在三种不同的批评，第一是教育学的批评，第二是内部的批评，第三是经验的批评。非形式逻辑就是针对以上这些批评，从形式逻辑的自身发展中产生的。回顾非形式逻辑的发展历史，早在古希腊，亚里士多德就研究了辩证推理、谬误传统、论证的社会功能等我们所理解的非形式逻辑的要素。亚里士多德是非形式逻辑的历史先驱。

1978年，在加拿大温莎大学举行的“首届国际非形式逻辑研讨会”被看成标志着非形式逻辑作为一门哲学学科的正式诞生。会议的组织者Ralph H.Johnson和J.Anthony Blair随后即着手编辑《Informal Logic Newletter》刊物。六年后更名为《Informal Logic》， 该刊物目前是在网上阅读读该刊的电子版。

## 目的
非形式逻辑研究现实公共生活的、真实的、基于自然语言的论证（包括论据和论证过程)。 研究与自然语言论证相关的辩证过程、交互式文本，而不只是命题语句之间静态的形式化关系。基于自然语言的论证往往具有天然的含混性、歧义性和不完备性。 非形式逻辑的最终目标是规范化， 聚焦于解释和分析论证，以便可以用来确定论证的强和弱，好和坏，可信或不可信。 非形式逻辑對论证解析可看成准备工作,以便进行评估论证。 非形式逻辑尝试开发出用于判断论证的标准，准则和过程。 这样一来，特定论证的评估, 可以根据： 1. 良好论证的一般标准，2. 是否是学术上已经鉴别和分析过谬论中的一种，或是学术上已经鉴别和分析过的特定论证類型的例子。见文献的第四章(“4. Assessing Arguments”)。

## 组成部分
斯坦福哲学百科全书"非形式逻辑"条目的第六章提出，非形式论证的综合理论（“非形式逻辑”）应由对一些重要问题的回答而构成。  包括如下问题：
- 论证的行为是什么，它们所依赖的沟通原则是什么？
- 研究谬论在理解和评估论证中应扮演什么角色（以及应当如何定义有关谬论?)？
- 论证的前提何时是可以接受或不可接受？
- 哪些是好论证的一般性标准？
- 等等。

这些问题可以归类于13个领域。
- 逻辑批评理论
- 论证理论
- 谬论理论
- 谬论方法与批判性思维方法
- 归纳/演绎二分法的可行性
- 论证和逻辑批评的伦理学
- 等等。